# Česká kvalita - Osvědčeno pro stavbu
Česká kvalita - Osvědčeno pro stavbu je kvalitativní certifikace, která je zahrnuta do programu Národní ceny kvality České republiky.

## Poslání certifikace
Certifikace je udělována výhradně českým výrobkům, které splňují náročné kvalitativní požadavky a má poskytnout stavebníkovi informaci, že oceněný výrobek je vhodný pro zabudování do stavby v rámci České republiky.

### Správce certifikace
Správcem certifikace je Svaz zkušeben pro výstavbu.
V České republice je více projektů pro podporu odbytu zboží a služeb, například značka Czech Made.